# ساتو سابالی
ایساتو "ساتو" سابالی (انگلیسی: Satou Sabally؛ زادهٔ ۲۵ آوریل ۱۹۹۸) بازیکن حرفه‌ای بسکتبال آلمانی-آمریکایی است که برای تیم فینکس مرکوری در اتحادیه ملی بسکتبال زنان (WNBA) بازی می‌کند. او بازی خود را به‌عنوان یک بازیکن آماتور در دسته دوم بسکتبال آلمان آغاز کرد و سپس در 1. Damen-Basketball-Bundesliga بازی کرد.
با حفظ شرایط اتحادیه ملی ورزش دانشگاهی، سابالی در سال ۲۰۱۷ به ایالات متحده رفت و برای تیم اورگن داکس در بسکتبال دانشگاهی بازی کرد. در طول سه سال حضورش در اورگن، او به تیم کمک کرد تا سه عنوان قهرمانی فصل عادی و دو قهرمانی تورنمنت در همایش پاسیفیک-۱۲ کسب کند و در سال ۲۰۱۹ برای نخستین بار به فینال فور NCAA صعود کند. پس از فصل سوم خود، او در درافت WNBA 2020 شرکت کرد و در رتبه دوم توسط دالاس وینگز انتخاب شد.
سابالی پنج فصل را در دالاس وینگز سپری کرد و در سال ۲۰۲۳ جایزه بهترین بازیکن پیشرفت کرده WNBA را کسب کرد و به تیم اول منتخب WNBA راه یافت. او همچنین دو بار در بازی آل‌استار WNBA حضور داشت (۲۰۲۱، ۲۰۲۳). در سال ۲۰۲۵، او به تیم فینکس مرکوری منتقل شد.
سابالی از سال ۲۰۱۹ عضو تیم ملی بسکتبال زنان آلمان بوده است. او به آلمان کمک کرد تا به تورنمنت المپیک ۲۰۲۴ راه پیدا کند، که نخستین حضور تاریخ تیم ملی بسکتبال زنان این کشور در المپیک محسوب می‌شود.